# Heidelberger Romanze
Heidelberger Romanze (österreichischer Verleihtitel: Zwei Herzen in Alt Heidelberg) ist ein deutscher Liebesfilm von Paul Verhoeven aus dem Jahr 1951, dessen Hauptrollen mit Liselotte Pulver und O. W. Fischer sowie Gardy Granass und Gunnar Möller besetzt sind.

## Handlung
Die reiche Amerikanerin Susanne Edwards erfährt in Chicago per Brief, dass sich ihr Verlobter Erwin Turner in Heidelberg verliebt hat und daher die Verlobung mit ihr beenden will. Entsetzt überredet sie ihren Vater William, mit ihr nach Heidelberg zu fahren und der willigt ein, hofft er doch nach rund 40 Jahren auch seine frühere Geliebte Fannerl wiederzufinden. Er erzählt Susanne die Geschichte.
Er kam aus Amerika als junger Student nach Heidelberg und traf Fannerl, als er sich in der Stadt eine Bleibe suchte. Kurzerhand zog er in das Zimmer, das ihre Tante vermietete. Durch eine zu Unrecht abgesessene Karzerhaft kam er in Kontakt mit der Burschenschaft Gothia, deren Mitglied er bald wurde. Mit Fannerl verlebte er glückliche zwei Jahre, bevor er wegen einer plötzlichen Erkrankung seines Vaters 1914 zurück nach Amerika gehen musste. Obwohl er Fannerl versprach, bald zurückzukehren, schaffte er dies nie.
In Heidelberg beziehen Susanne und ihr Vater ihr Hotel. Während William einen Privatdetektiv mit der Suche nach Fannerl betraut, macht Susanne ihrem Verlobten klar, dass sie die Verlobung nicht zu beenden gedenke und mit ihm am nächsten Tag zurück nach Amerika reisen werde. Anschließend will sie sich von einem Fremdenführer Heidelberg zeigen lassen, doch äußert sich der dafür engagierte Medizinstudent Hans-Joachim derart despektierlich über die vermeintlich alte Amerikanerin, dass sie die Führung absagen lässt.
Bei einem zufälligen Zusammentreffen außerhalb des Hotels verliert Hans-Joachim seine Taschenuhr – sie landet unbemerkt in Susannes Tasche und Susanne wird nun als Diebin auf die Polizeiwache gebracht. Hans-Joachim verzichtet auf eine Anzeige und verbringt nun die folgenden Tage mit Susanne. Er betrachtet sie als pathologischen Fall – vermutlich arm, schlechtes Elternhaus, vernachlässigte Erziehung, Diebin und Lügnerin – und will sie heilen. Durch mehrere Zufälle wird er in seinem Bild von Susanne bestätigt, zumal sie sich ihm gegenüber bald als „Fannerl Brückner“ ausgibt, um zu testen, ob er sie um ihrer selbst willen lieben könnte. Da ihre Umwelt schwören musste, ihre Maskerade nicht aufzudecken, deckt ihr Vater sie auch dann noch, als Susanne sich Hans-Joachim gegenüber offenbaren will. Erst als er sich von ihr wegen Hochstapelei trennt, löst sie alles auf und beide fallen sich in die Arme. Auch William hat nach einigen Rückschlagen Glück: Per Zufall trifft er auf Fannerl, die seit vielen Jahren mit einem früheren Kommilitonen Williams verheiratet ist. Ihre Tochter ist die neue Freundin von Erwin, den Susanne durch ihre neue Liebe freigegeben hat.

## Produktion, Veröffentlichung

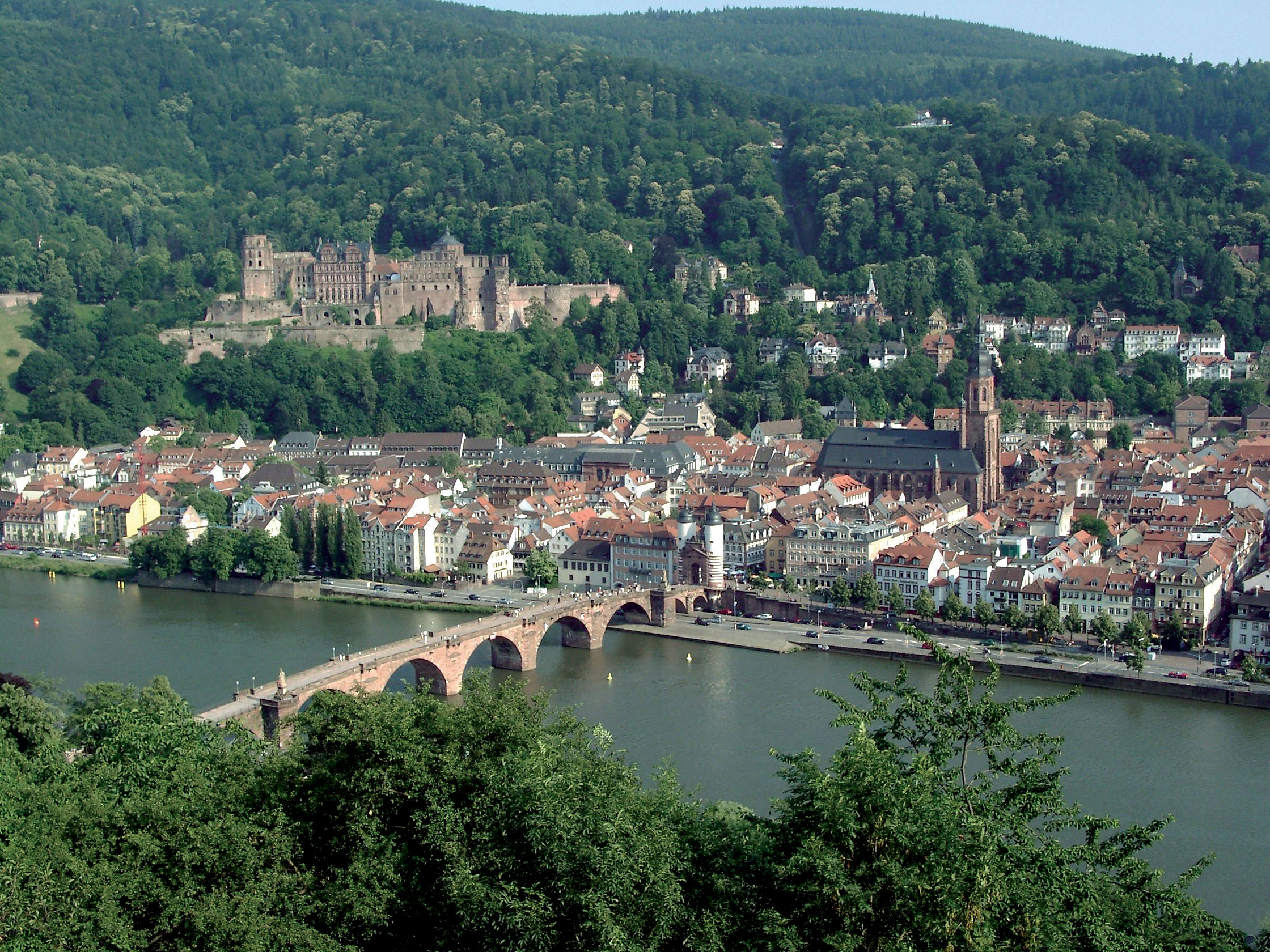
Die Heidelberger Altstadt und das Schloss (li.), zentrale Handlungsorte des Films

Die Dreharbeiten fanden von August 1951 bis Oktober 1951 in Heidelberg und in Atelier Hamburg-Bendestorf statt. Für die Bauten waren Fritz Maurischat und Paul Markwitz verantwortlich. Zu hören sind unter anderem die Lieder Muss i denn, muss i denn zum Städtele hinaus und der Old German Folk Song. Einige Liedertexte gehen auf Hans Fritz Beckmann zurück.
Der in Agfacolor hergestellte Farbfilm wurde am 23. Dezember 1951 im Metro im Schwan in Frankfurt am Main uraufgeführt. In Österreich war er unter dem Titel Zwei Herzen in Alt-Heidelberg erstmals im September 1952 zu sehen. Veröffentlicht wurde der Film zudem 1953 in der Türkei unter dem Titel Ask Beldesi und 1956 in den USA sowie unter dem Titel A Cidade do Amor in Portugal.

## Kritik
Für den Spiegel war Heidelberger Romanze der „Gipfel der deutschen (Film-)Restauration. Dank der angenehm milden Farben ein zugkräftiger Werbeprospekt für romantik-durstige ‚Babitts‘.“
Das Lexikon des Internationalen Films nannte den Film eine „an der Realität vorbei, teils sentimental, teils humorig in Szene gesetzte Reminiszenz an ‚Alt-Heidelberg‘.“
Für Cinema war der Liebesfilm „schöner Schmalz im bunten Fifties-Look“ respektive eine: „Neckisch-nostalgische Reminiszenz an die Neckar-Stadt.“

## Auszeichnung
Gardy Granass wurde für Heidelberger Romanze beim Deutschen Filmpreis 1952 mit der Goldenen Dose als beste Nachwuchsschauspielerin ausgezeichnet. Sie teilte sich den Preis mit Gertrud Kückelmann.